# Сверхчувствительность
Высокая чувствительность (англ. high sensitivity) — понятие в психологии, впервые описанное психологом Элейн Эйрон в книге «Высокочувствительная натура. Как преуспеть в безумном мире». Часто употребляется как «сверхчувствительность» при неправильном переводе.

## Суть феномена
Высокая чувствительность, в первую очередь, связана с особенностью нервной системы, проявляющейся в чувствительности сенсорной обработки информации (SPS — Sensory Processing Sensitivity), то есть с «повышенной чувствительностью центральной нервной системы и способностью к более глубокой обработке физических, социальных и эмоциональных стимулов». Считается, что чем выше у человека SPS, тем в большей степени он высокочувствителен. По мнению Эйрон, впервые описавшей этот феномен, доля сверхчувствительных людей на планете всего около 15-20 %.
В своей книге Элейн Эйрон проанализировала более ранние исследования этой темы, описала особенности высокочувствительных людей и сформулировала их, обозначив аббревиатурой DOES:
- D-Depth- глубина обработки информации, свойственная СЧЛ
- O-Overstimulating- повышенная эмоциональная реакция на внешние раздражители
- E- Emotional Reactivity- эмоциональная реактивность
- S- Sensing of subtle- высокая восприимчивость к тонкостям и нюансам

Ранее понятие «высокая чувствительность» связывалось, в первую очередь, с интровертностью. «Новые интроверты», как называли высокочувствительных людей (HSP- highly sensitive person), действительно, по своей природе, более закрыты, восприимчивы, с острой реакцией на громкие звуки, яркий свет и толпу и шум, глубоко воспринимают окружающий мир. Однако, по статистике, 30 % высокочувствительных людей являются экстравертами.

## История явления
До Элейн Эйрон похожими исследованиями занимались и другие ученые. В 1970-х Вольфганг Клагес утверждал, что порог чувствительности к окружающей среде у высокочувствительных людей определён биологически и он намного ниже, чем у большинства людей.
В своей книге Э. Эйрон пишет, что понятие HSP очень широко. Она приводит и более ранние описания психологов, использовавших различные термины: «биологическая чувствительность к окружению», «дифференциальная восприимчивость», «ориентирующая чувствительность» и так далее.
Однако, Эйрон в своих исследованиях утверждает, что высокая чувствительность никак не связана с нарушением обработки сенсорной информации, нарушением сенсорной интеграции, тревожностью, невротизмом или аутизмом.
В наше время продолжаются генетические исследования и МРТ данного феномена. Например, генетические исследования подтверждают, что более высокие уровни SPS связаны с коротким полиморфизмом '5-HTTLPR гена серотонинового транспортера с полиморфизмами генов нейротрансмиттера дофамина и вариантом гена, связанного с геном ADRA2b.

## Выводы
Люди с высоким SPS сообщают о повышенной реакции на такие раздражители, как яркий свет, боль, кофеин, чувство голода, громкие звуки и т. д. Доказано, что психику высокочувствительных людей «быстро захлестывают внешние раздражители, так как они имеют более низкий порог восприятия среды. Их когнитивная обработка внешних раздражителей глубже, чем у большинства людей». Более глубокая когнитивная обработка приводит к увеличению периода реагирования на сигналы окружающей среды, что может выражаться в более осторожной манере поведения.
В силу этого, высокочувствительные люди быстрее устают, так как быстро тратят большое количество энергии на более глубокие когнитивные процессы. Таким людям требуется больше времени для принятия решений, им сложнее адаптироваться к социальной среде. Однако, высокая чувствительность не тождественна замкнутости, скрытности или слабости характера.

## Критика концепции
В основном, негативная реакция некоторых специалистов основана на том, что перечисленные Эйрон особенности некоторые терапевты связывают с аутизмом и другими нервными расстройствами. При лечении этих расстройств и для уменьшения негативного воздействия внешних раздражителей на ЦНС, пациентам иногда прописывают психотропные и седативные препараты. Однако, Эйрон призывает HSP с осторожностью относиться к подобным медикаментам. Согласно ее выводам, высокая чувствительность не приводит к нарушениям работы нервной системы, требующей медикаментозной корректировки.

## Роль в социуме
В обществе людям с повышенной чувствительностью сложнее общаться, они быстрее устают от социума и многие коммуникативные процессы у них протекают сложнее. Все это может привести к сложностям как у самого высокочувствительного человека, так и у его ближайшего окружения. Потребность в одиночестве и тишине, нежелание часто и много общаться, неспособность быстро реагировать на изменяющиеся обстоятельства — все это может восприниматься окружающими как невежливость или замкнутость. Однако, все характерные паттерны поведения высокочувствительного человека описаны и доказаны научно.
Наряду с очевидными сложностями, с которыми приходится сталкиваться HSP (Highly Sensitive Person), у них есть и ряд преимуществ перед не столь чувствительными людьми. Люди с высокой чувствительностью тоньше чувствуют и различают вкусы, запахи, многие выбирают карьеру сомелье, дегустатора или ресторанного критика. У высокочувствительных людей в силу их особенностей также лучше развито чувство цвета и слух, у многих развиты артистические способности.

## Место в массовой культуре
- Книга Элен Эйрон «Сверхчувствительная натура. Как преуспеть в безумном мире», в которой она подробно описала особенности ВЧЛ, их слабые и сильные стороны, была переведена более чем на 18 языков мира и является самым полным собранием исследований, изложенным доступным и понятным языком.

- В популярной литературе также известна книга доктора психологии Теда Зеффа «Сверхчувствительные люди: от сложностей к преимуществам». Зефф делает акцент на рекомендациях и адаптивных методиках, которые могут помочь ВЧЛ комфортно существовать в повседневной жизни, полной раздражителей. Книга начинается с рецензии самой Элен Эйрон, которая отмечает, что несмотря на разное с автором понимание и решение проблемы, книга хорошо аргументирована и достойна внимания.

- Еще один психотерапевт, работающий со высокочувствительными людьми — специалист из Дании Илсе Санд. В своей книге «Близко сердцу. Как жить, если вы слишком чувствительный человек» она рассуждает о том, с какими трудностями приходится сталкиваться высокочувствительным людям, постоянно оправдываясь за свою особенность. Санд приводит примеры из терапевтической практики, цитируя своих высокочувствительных пациентов.

- Документальный фильм «Sensitive -The Untold Story», основанный на исследованиях Элен Эйрон, показывает реальных людей с врожденной высокой чувствительностью. Фильм построен на интервью с пациентами и их историями, учеными, приводящими доказанные научно аргументы о SPF и также с комментариями автора бестселлера и основателя теории.

- У Элен также есть одноимённый сайт, где нуждающиеся в помощи высокочувствительные люди могут обратиться за консультацией.